# Almert

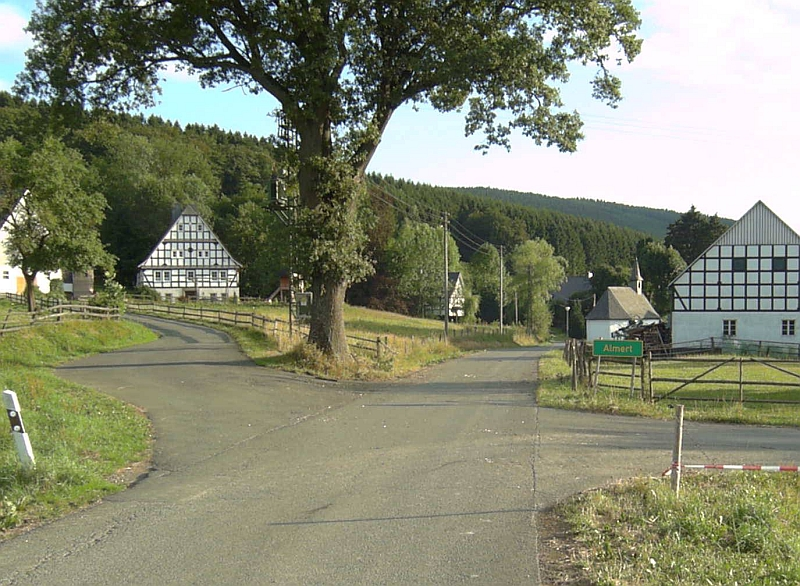
Ortseinfahrt

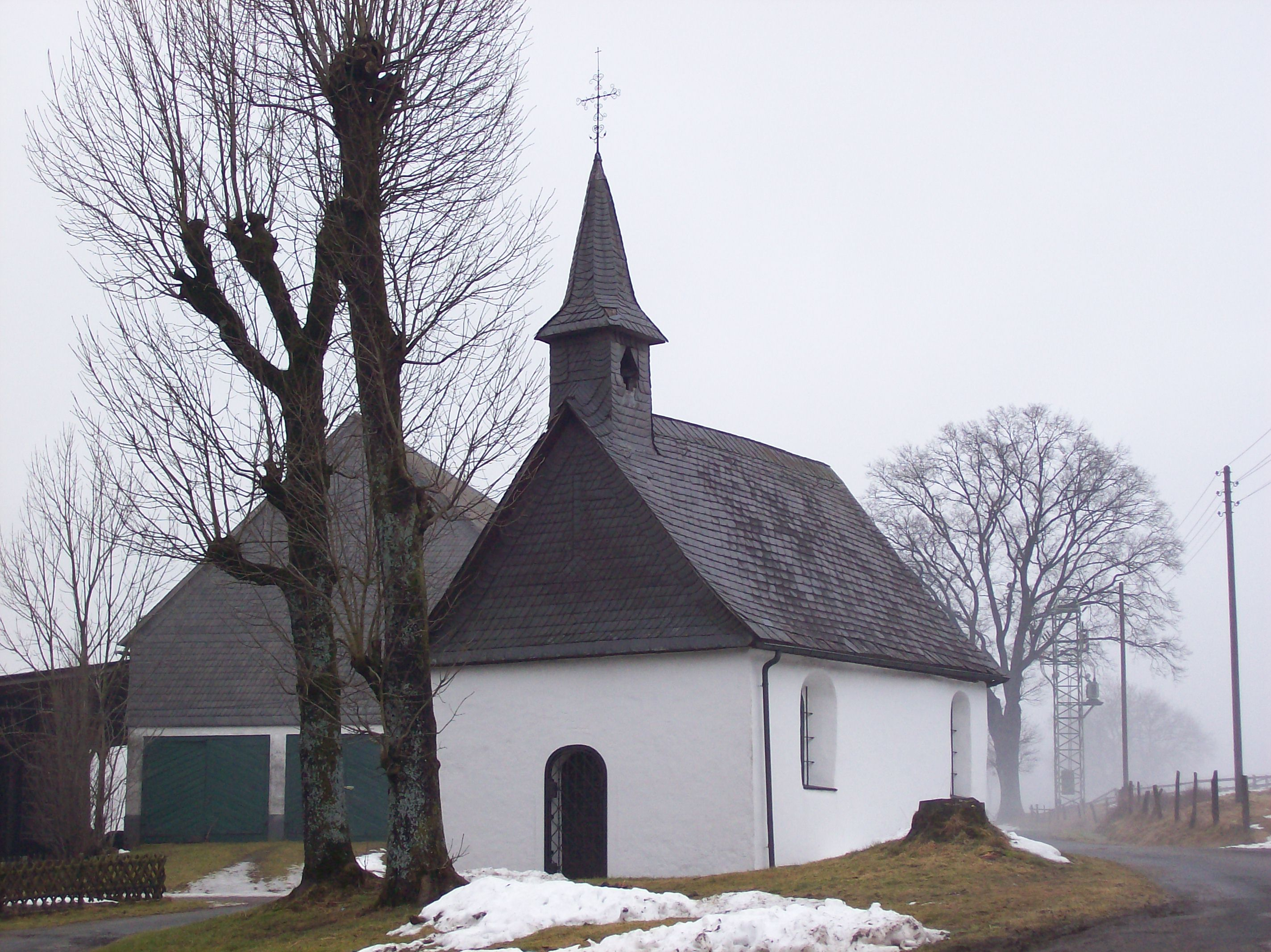
Denkmalgeschützte Kapelle in Almert

Almert ist ein Ortsteil der Stadt Schmallenberg in Nordrhein-Westfalen.

## Geografie

### Lage
Der kleine Ort liegt rund zwei Kilometer östlich von Grafschaft und ein Kilometer südwestlich von Oberkirchen auf 520 Metern über NN. In Almert gibt es einige Bauernhöfe und eine Kapelle. Um Almert liegt das Landschaftsschutzgebiet Offenlandmulde Grafschaft - Almert. Der Bach Unterste Wiesen entspringt bei Almert.

### Nachbarorte
Angrenzende Orte sind Grafschaft, Winkhausen, Oberkirchen und Schanze.

## Geschichte
Der Ort Almert (damals Aldenbracht) wurde um 1300 als Lehen der Grafen von Arnsberg erstmals erwähnt. Im Jahre 1338 belehnten die Edelherren von Grafschaft das Gut. Drei Jahre später verkaufte Johannes von Grafschaft dem Kloster Grafschaft aus seinem Hof in Aldenbracht eine Rente. 1416 erwarb das Kloster von Conrad von Grafschaft und dessen Sohn Craft für 100 rheinische Gulden den gesamten Besitz um Aldenbracht. Frühe Anhaltspunkte über die Größe des Ortes ergeben sich aus einem Schatzungsregister (diente der Erhebung von Steuern) für das Jahr 1543. Demnach gab es in „Vff der Almerth“ vier Schatzungspflichtige; die Zahl dürfte mit den damals vorhandenen Höfen bzw. Häusern übereingestimmt haben. 
Almert gehörte 1543, wie mehrere Orte in der heutigen Stadt Schmallenberg, zum Amt Bilstein. Nach Auseinandersetzungen zwischen dem Kloster und der Familie von Fürstenberg musste Kaspar von Fürstenberg dem Kloster Grafschaft den Ort Almert überlassen. Die Übertragung wurde am 20. November 1602 vertraglich geregelt. 1645 wurde Almart auf der Karte Westphalia Ducatus kartografisch erfasst.
Die erste komplette Einwohnerliste Almerts vom 31. Juli 1717 verzeichnete 25 Einwohner. Im Jahr 1895 wohnten 18 Einwohner, nach der Eintragung des Handels- und Gewerbeadressbuches der Provinz Westfalen, in Almert.
Der Ort gehörte bis zum kommunalen Gebietsreform in Nordrhein-Westfalen zur Gemeinde Oberkirchen. Seit dem 1. Januar 1975 ist Almert ein Ortsteil der erweiterten Stadt Schmallenberg.

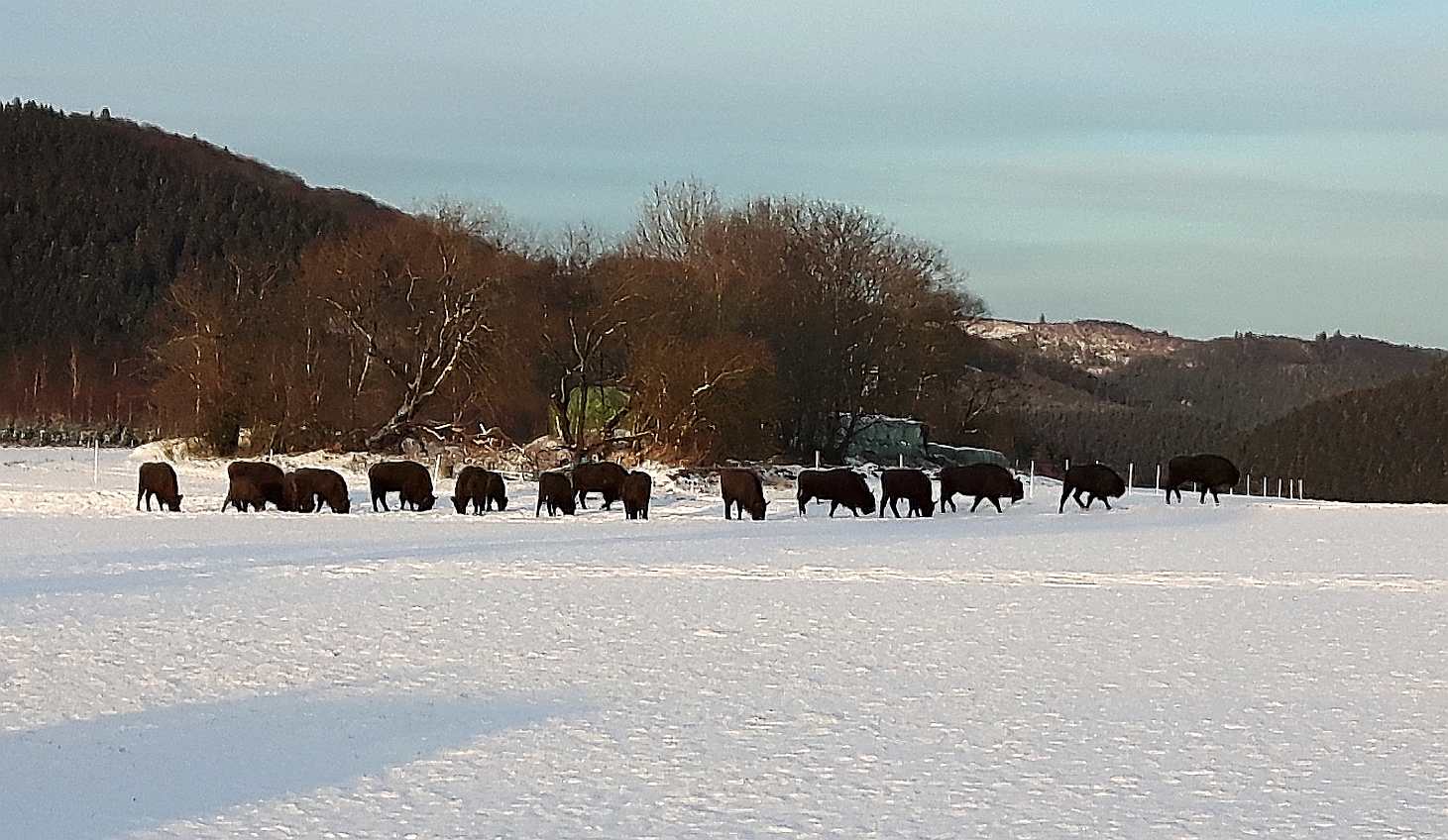
Freilebende Wisente bei Schmallenberg-Almert

Im Dezember 2017 hielt sich die Wisentherde der Wisent-Wildnis am Rothaarsteig bei Almert auf und sorgte dafür, dass Almert in den Medien auftauchte. Die Wisente grasten am Ort und gingen auch an dort gelagerte Silage. Dabei kam es auch zum Kreuzen der Kreisstraße zwischen Grafschaft und Oberkirchen. Es wurde ein Tempolimit von 50 km/h festgesetzt um Kollisionen zu verhindern. Am 19. Dezember 2017 kollidierte ein Auto mit einem die Straße kreuzenden Wisent. Es entstand nur ein leichter Blechschaden. Auch der Wisent überlebte und rannte davon. Die Wisente bei Almert lockten Schaulustige an. Es entstanden zahlreiche Fotos und Videos. Im Januar 2019 hielten sich erneut Wisente um Almert auf.

## Religion
Die 6 mal 3,8 Meter große denkmalgeschützte Kapelle St. Maria Magdalena  wurde bereits 1842 in einer Kirchspielchronik erwähnt.